# Rolf-Göran Bengtsson
Pour les articles homonymes, voir Bengtsson.
Rolf-Göran Bengtsson, né le 2 juin 1962 à Lund, est un cavalier de saut d'obstacles suédois, Champion d'Europe en individuel à Madrid en 2011.
Il est resté no 1 mondial dix mois consécutifs, de décembre 2011 à septembre 2012, et il occupe en novembre 2013 la 15e place de la FEI Longines Ranking List.

## Biographie
Rolf-Göran Bengtsson est né en Suède en 1962. Passionné par les animaux, il découvre l'équitation grâce aux chevaux de la ferme de ses parents. Il commence les concours de saut d'obstacles à l'âge de neuf ans mais s'essaie également au concours complet : il remporte deux fois le Championnat suédois de CCE Poney. Il débute les épreuves internationales en 1979, après avoir suivi un parcours scolaire classique et deux ans d'études de mécanique.
Pendant neuf ans, il combine son métier de mécanicien et sa carrière sportive. En 1986, il devient cavalier professionnel. C'est avec son cheval Paradisio qu'ils participent à ses premiers championnats : Jeux équestres mondiaux en 1994, Championnats d'Europe en 1995 et Jeux olympiques en 1996. C'est à cette période qu'il quitte la Suède pour rejoindre les écuries de Jan Tops, aux Pays-Bas.
Depuis les années 2000, Rolf-Göran figure parmi les meilleurs cavaliers mondiaux. Il remporte la médaille d’argent par équipe et de bronze en individuel lors des Championnats d'Europe d'Arnhem en 2011 avec Isolvas Pialotta. En 2003, il fonde ses propres écuries avec le cavalier danois Bo Kristoffersen, à Breitenburg en Allemagne. L'année suivante4, lors des Jeux olympiques d'Athènes, l'équipe suédoise obtient à nouveau la médaille d'argent, et Rolf-Göran se classe 4e en individuel, cette fois-ci avec Mac Kinley. 
En 2006, Alfonso Romo lui confie Ninja La Silla, un étalon KWPN qui venait d'être acheté par le business man mexicain. C'est ainsi que débute la collaboration entre Rolf-Göran et l'élevage La Silla, aujourd'hui propriétaire de la totalité de ses chevaux.
C'est avec Ninja La Silla que Rolf-Göran devient vice-Champion olympique à Hong Kong en 2008. En 2011, c'est toujours accompagné de Ninja qu'il est sacré Champion d'Europe, à Madrid. Cette victoire lui permet d'être nommé "Sportif suédois de l'année". Ses nombreux succès en Grands Prix, tant sur le circuit Coupe du monde que Global Champions Tour, lui ont permis en décembre 2011 d'atteindre la place de no 1 mondial. Il a été sélectionné pour participer à ses quatrièmes Jeux olympiques à Londres avec Casall La Silla. La Suède prend la 6e place par équipe, mais Casall ne passe pas la visite vétérinaire avant la Finale Individuelle et le couple ne peut pas terminer le Championnat, pourtant bien débuté.
En octobre 2012, Rolf-Göran perd sa place de no 1 mondial. Il est détrôné par le Champion Olympique Steve Guerdat, après 10 mois consécutifs en tête du classement mondial.
Le partenariat entre Bengtsson et La Silla prend fin en mars 2013, mais le cavalier suédois conserve cependant ses deux chevaux de tête : Casall et Quintero. Fin avril, Rolf-Göran annonce sa nouvelle coopération avec le haras danois Stutteri Ask, ainsi que la retraite de Ninja la Silla, avec lequel il remportait l'or individuel à Madrid en 2011. .

## Palmarès
- 1994 : 11e par équipe et 17e en individuel aux Championnats du monde de La Haye (Pays-Bas) avec Paradisio
- 1995 : 7e par équipe et 15e en individuel aux Championnats d'Europe de St-Gall (Suisse) avec Paradisio
- 1996 : 10e par équipe et 47e en individuel aux Jeux Olympiques d'Atlanta (États-Unis) avec Paradisio
- 1999 : 6e par équipe et 29e en individuel aux Championnats d'Europe d'Hickstead (Angleterre) avec Opstalans
- 2001 :
  -  Médaille d'argent par équipe aux Championnats d'Europe d'Arnhem (Pays-Bas) avec Isovlas Pialotta
  -  Médaille de bronze en individuel aux Championnats d'Europe d'Arnhem avec Isovlas Pialotta
  - 11e de la Finale Coupe du monde de Göteborg (Suède) avec Opstalans Meldine
- 2002 : 7e de la Finale Coupe du monde de Leipzig (Allemagne) avec Isovlas Pialotta
- 2003 : 9e de la Finale Coupe du monde de Las Vegas (États-Unis) avec Mac Kinley
- 2004 : 
  -  Médaille d'argent par équipe et 4e en individuel aux Jeux Olympiques d'Athènes (Grèce) avec Mac Kinley
  - 9e de la Finale Coupe du monde de Milan (Italie) avec Mac Kinley
- 2005 : 8e par équipe et 24e en individuel aux Championnats d'Europe de San Patrignano (Italie) avec Mac Kinley
- 2006 :
  - 12e par équipe et 20e en individuel aux Championnats du monde d'Aix-la-Chapelle (Allemagne) avec Ninja La Silla
  - 7e de la Finale Coupe du monde de Kuala Lumpur (Malaisie) avec Mac Kinley
- 2007 : 5e par équipe et 32e en individuel aux Championnats d'Europe de Mannheim avec Ninja La Silla
- 2008 :
  -  Médaille d'argent en individuel et 7e par équipe aux Jeux Olympiques d'Hong Kong (Chine) avec Ninja La Silla
  - 10e de la Finale Coupe du monde de Göteborg (Suède) avec Ninja La Silla
- 2009 : 
  - 3e du Grand Prix Coupe du monde de Göteborg (Suède) avec Quintero La Silla
  - 2e de la Finale Top Ten IJRC Rolex à Paris avec Casall La Silla
  - 8e par équipe et 7e en individuel aux Championnats d'Europe de Windsor (Angleterre) avec Ninja La Silla
  - 2e du Global Champions Tour de Valence (Espagne) avec Ninja La Silla
  - 4e du Global Champions Tour d'Arezzo Italie) avec Ninja La Silla
- 2010 : 
  - 6e par équipe et 6e en individuel aux Championnats du monde de Lexington (États-Unis) avec Quintero La Silla
  - 10e de la Finale Coupe du monde de Genève (Suisse) avec Ninja La Silla
  - 6e du Global Champions Tour de Turin avec Ninja La Silla et de Chantilly avec Casall La Silla
  - 5e du Global Champions Tour de Monte-Carlo (Monaco) avec Ninja La Silla
  - Vainqueur du Gucci by Gucci Challenge, lors de Gucci Masters avec Quintero La Silla
- 2011 :Rolf-Göran Bengtsson et Casall lors du GCT de Vienne.

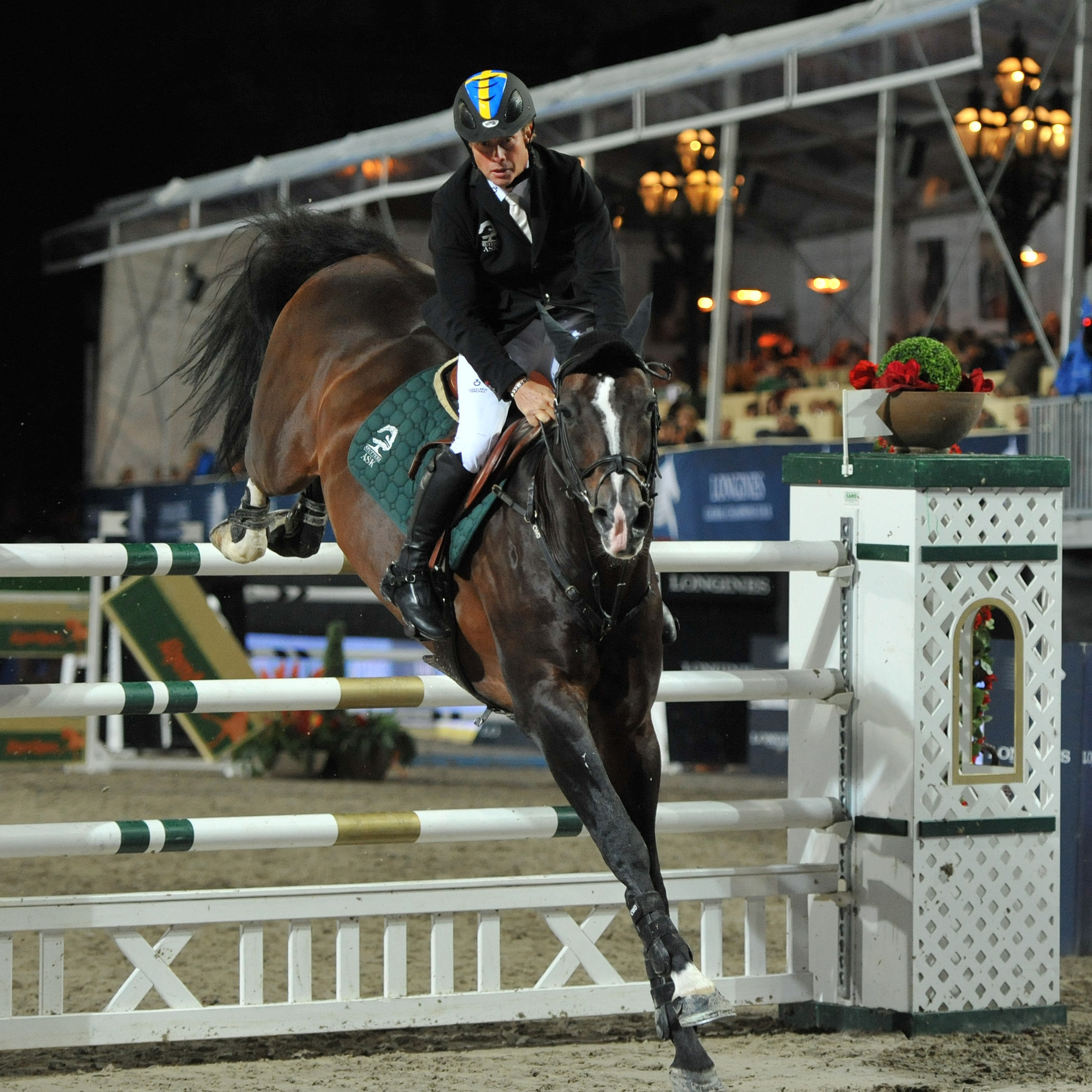
Rolf-Göran Bengtsson et Casall lors du GCT de Vienne.

  - Vainqueur du Global Champions Tour de Monte-Carlo et Hambourg avec Casall La Silla
  - 4e au Classement final du Global Champions Tour
  -  Médaille d'or en individuel et 5e en équipe aux Championnats d'Europe de Madrid (Espagne) avec Ninja La Silla
  - Vainqueur du Grand Prix Coupe du monde de Lyon avec Casall La Silla
  - 2e du Grand Prix Coupe du monde de Genève (Suisse) avec Casall La Silla
  - Vainqueur du Gucci by Gucci Challenge, lors de Gucci Masters avec Quintero La Silla
- 2012 : 
  - 6e de la Finale Coupe du monde de Bois-le-Duc (Pays-Bas) avec Casall La Silla
  - 2e du Global Champions Tour de Cannes, de Hambourg et de Lausanne avec Casall La Silla
  - Vainqueur avec l'équipe suédoise de la Coupe des nations de Falsterbo (Suède) avec Ninja La Silla
  - 2e avec l'équipe suédoise de la Coupe des nations de Rotterdam (Pays-Bas) avec Carusso LS La Silla
  - 2e au classement général du Global Champions Tour 2012
- 2013 :
  - 2e du Grand Prix Coupe du monde du CSIW-5* de Zurich avec Casall La Silla
  - 3e du Grand Prix Land Rover lors du CSIW-5* de Bordeaux avec Quintero La Silla
  - 5e de la Finale Coupe du monde de Göteborg avec Quintero Ask et Casall Ask
  - 2e du Grand Prix du CSI-5* d'Equita'Lyon avec Casall Ask